# Тонко
Тонко (італ. Tonco, п'єм. Tonch) — муніципалітет в Італії, у регіоні П'ємонт,  провінція Асті.
Тонко розташоване на відстані близько 500 км на північний захід від Рима, 39 км на схід від Турина, 15 км на північ від Асті.
Населення — 870 осіб (2014).
Щорічний фестиваль відбувається 15 серпня. Покровителька — Богородиця Небовзята.

## Демографія
Населення за роками:

Станом на 1 січня 2023 року в муніципалітеті офіційно проживало 78 іноземців з 16 країн, серед них 38 громадян країн Євросоюзу та 5 громадян України.

## Сусідні муніципалітети
- Альфьяно-Натта
- Калліано
- Кастелл'Альферо
- Корсьоне
- Фринко
- Монтільйо-Монферрато
- Вілла-Сан-Секондо
- Вілладеаті